# Ил-18
Ил-18 — пассажирский самолёт для авиалиний дальней протяжённости 2-го класса, выполненный по схеме четырёхмоторного турбовинтового низкоплана с однокилевым оперением. Один из первых советских турбовинтовых лайнеров.
Выпускался серийно с 1958 по 1978 год на заводе № 30 («Знамя труда»), расположенном вблизи Центрального аэродрома на Ходынском поле в Москве. Всего было построено 719 (по другим данным — более 850) самолётов, в том числе 564 пассажирских (1957—1969), остальные — специальные (например, ледовой разведки или метеорологические лаборатории) и военные (в том числе Ил-38) строились до конца 1970-х годов.

## История создания
В середине 1950-х годов стало ясно, что самолёты с поршневыми двигателями не удовлетворяют быстро растущую потребность в пассажирских авиаперевозках, и нужны более вместительные и скоростные самолёты с газотурбинными двигателями. В ОКБ Туполева пошли по пути создания реактивного пассажирского самолёта Ту-104 на основе бомбардировщика Ту-16. В ОКБ Ильюшина решили проектировать пассажирский самолёт с турбовинтовым двигателем.
25 мая 1956 года было принято постановление Совета Министров СССР № 703—404 о создании пассажирского самолёта Ил-18 с четырьмя турбовинтовыми двигателями. Эскизный проект Ил-18 был утверждён С. В. Ильюшиным 26 августа 1956 года, в сентябре этого же года началась постройка первого опытного самолёта. В июне 1957 года на Центральном аэродроме в Москве состоялся осмотр первого Ил-18 руководителями партии и правительства во главе с Н. С. Хрущёвым, по предложению Первого секретаря Московского городского комитета КПСС Е. А. Фурцевой самолёту дали имя собственное «Москва».
Первый полёт опытный самолёт совершил 4 июля 1957 года, перелетев с Центрального аэродрома им. М. В. Фрунзе на лётную базу в город Жуковский (продолжительность полёта — 1 ч 57 мин). В испытаниях участвовали самолёты, оснащённые двигателями НК-4 и АИ-20. Результаты испытаний показали, что АИ-20 конструкции А. Г. Ивченко более надёжен, и его выбрали для установки на серийные самолёты.
Опытные самолёты были рассчитаны на 75 мест. В 1958 году был создан вариант Ил-18А со взлётной массой 58 тонн и увеличенным до 89 мест пассажирским салоном. Это была первая серийная модель. Из-за ненадёжной работы двигателя с января 1959 года эксплуатация самолётов Ил-18А с двигателями НК-4 была прекращена. Модификация Ил-18Б с увеличенной с 12 до 14 тонн полезной нагрузкой и увеличенной взлётной массой до 61,5 тонны появилась уже в том же 1958 году.

20 апреля 1959 года состоялись два первых пассажирских рейса Ил-18 по маршруту Москва — Адлер и Москва — Алма-Ата.
В 1960 году был создан Ил-18В, который отличался от варианта Ил-18Б повышенным уровнем комфорта и использованием более совершенного пилотажно-навигационного оборудования.
В 1965 году в ОКБ был разработан самолёт Ил-18Е, рассчитанный на 120 мест и имевший ещё более комфортабельный салон. Последней пассажирской моделью стал самолёт Ил-18Д, на котором вместо ТВД АИ-20К были использованы АИ-20М, добавлены топливные баки в центроплане крыла, а также установлена система управления заходом на посадку. За счёт дополнительного топлива была увеличена дальность полёта.
Кроме пассажирских самолётов, в ОКБ были созданы различные варианты: служебные, грузовые, патрульные, включая:
- самолёт РЭБ Ил-20;
- воздушный командный пункт Ил-22 (выпущено в 1970—1980-х годах около 30 штук[8]);
- самолёт ледовой разведки Ил-24;
- противолодочный Ил-38.

Один из самолётов Ил-18В был переоборудован для полётов в Антарктиду: в пассажирской кабине были установлены дополнительные топливные баки, что позволило довести запас топлива до 31 000 литров. Первый полёт в Антарктиду начался 15 декабря 1961 года по маршруту Ташкент—Дели—Рангун—Джакарта—Дарвин—Сидней—Крайстчерч—Мак Мердо—Оазис Бангера—Мирный и продолжался 10 дней. В дальнейшем эстафету «Москва — Антарктида», как правило, обслуживали самолёты Ил-18, которые летали в небе Африки, попутно выполняя пассажирские и грузовые перевозки на местных авиалиниях.
В течение 1958—1959 годов на самолётах Ил-18 было установлено двадцать мировых рекордов дальности полёта и высоты с различной полезной нагрузкой.
В октябре 1967 года экипаж под руководством Л. М. Улановой впервые в истории советской авиации совершил на самолёте Ил-18Д беспосадочный перелёт по маршруту Москва — Магадан расстоянием 6270 км за 10 часов 17 минут. 16 октября этого же года под её же руководством был установлен мировой рекорд дальности полёта для женских экипажей по кратчайшей линии между двумя точками земного шара. Из Симферополя на Сахалин экипаж преодолел расстояние в 7661 км за 12 часов 12 минут. 5 июня 1969 года женский экипаж Улановой установил на Ил-18Д рекорд высоты — 13 513 метров.
Самолёты Ил-18 по причине своей экономичности, уровню комфорта и безопасности вызвали интерес на мировом рынке, поэтому многие зарубежные компании приобрели эти самолёты. Самолёт стал первым советским пассажирским самолётом, пользовавшимся широким спросом на мировом рынке: для семнадцати иностранных компаний было построено свыше ста самолётов.
В отличие от лайнеров Ту-104 и похожего на него  Ту-124, созданных на основе военного стратегического бомбардировщика Ту-16, Ил-18 стал первым в СССР пассажирским лайнером, спроектированным «с чистого листа», изначально как гражданский пассажирский самолёт.

## Сведения о конструкции самолёта
(Данная информация приводится на основании «Технического описания самолёта Ил-18» кн.1, изд. Оборонгиз-1960 г., и кн. «Специальное оборудование самолёта Ил-18» МГА СССР, редакционно-издательский отдел, 1968 г.)
Самолёт Ил-18 представляет собой моноплан с низкорасположенным прямым трапециевидным крылом и оперением, и четырьмя турбовинтовыми двигателями АИ-20А мощностью по 4 тысячи эквивалентных л. с. каждый. Стояночная высота самолёта 10,165 м. Самолёт может взять на борт от 73 до 111 пассажиров, при этом преодолевает расстояние до 5000 км со средней скоростью 625—650 км/час. Длина разбега от 800 до 1200 метров. Длина пробега, благодаря торможению винтами двигателей, составляет 600—700 метров.
Четыре двигателя повышают безопасность полёта. Возможно продолжение взлёта при отказе одного двигателя или полёт на эшелоне 8000 метров.
Основной конструкционный материал планера — дуралюмин марки Д16. Силовые элементы выполнены из Д16, АК6, магниевого сплава МЛ5, титанового сплава ВТ1Д-1, сталей 30ХГСА (хромансиль) и 30ХГСНА (хромансиль никелевый).
Уделено большое внимание удобству наземной эксплуатации. Самолёт имеет большое количество эксплуатационных люков и съёмных панелей.
Кабинный экипаж состоит из 5 человек: командира воздушного судна, правого лётчика (второй пилот), штурмана, радиста и бортмеханика. Салонный экипаж включает четырёх бортпроводников.

### Планер самолёта
Фюзеляж длиной 35,9, диаметром 3,5 м, типа полумонокок состоит из 78 шпангоутов, набора стрингеров и плакированной дюралевой обшивки, клёпанной «в нахлёст» заклёпками с плоско-выпуклой головкой. Весь фюзеляж, за исключением хвостовой части с задним багажником, представляют собой единую гермокабину длиной 28 метров, объёмом 240 м³, разделён полом на верхнюю и нижнюю части.
В носу самолёта расположена антенна РЛС, закрытая обтекателем из сотового радиопрозрачного материала. Далее с 1-го по 4-й шпангоут располагается кабина экипажа с пятью рабочими местами: слева командир, справа второй пилот, между ними бортмеханик, за командиром лицом к борту штурман, за вторым пилотом лицом к борту радист. Остекление кабины выполнено в два ряда — верхний и нижний. Четыре передние стекла — силикатные триплексы с обогревом, остальные из двойного оргстекла типа ДОР-16. Справа и слева имеются форточки. Кабина экипажа отделена от пассажирского салона гермоперегородкой на случай разгерметизации салона. За кабиной между шпангоутами № 4 и № 6 расположен отсек радиооборудования.
Пассажирская кабина в стандартной комплектации разделена на три пассажирских салона, посадка в которые производится через две эксплуатационные двери на левом борту. Также имеются четыре аварийных выхода.
Комплектация самолёта подразумевает три основных варианта компоновки: основной или смешанный вариант на 73-78 мест, туристский вариант на 84 места, экономический вариант на 105—111 мест. В первом салоне между шпангоутами № 6 и № 14 находятся кресла на 20 посадочных мест, затем располагаются передний служебный отсек с передней входной дверью, вестибюлем, двумя передними туалетными комнатами и отсеком гидравлического оборудования. Служебный отсек — это наиболее шумное место, которое расположено в плоскости вращения воздушных винтов.
Далее от шпангоута № 22 до шпангоута № 42 находится средний (основной) салон на 45-55 мест, затем задний служебный отсек с входной дверью, вестибюлем и кухней-буфетом, шпангоуты № 42 — 47.
Задний салон на 8-14 мест находится за задней входной дверью. Он расположен между шпангоутами № 47-54. За ним размещается гардероб и задний туалет, шпангоуты № 54-56.
Также возможно эксплуатировать самолёт в варианте с двумя пассажирскими салонами на 80 посадочных мест, в этом случае компоновка салона отличается расположением туалетных комнат и кухни.
Блоки кресел по правому борту преимущественно трёхместные, тогда как по левому борту кресла двухместные. В экономическом компоновочном варианте все кресла справа и почти все слева — трёхместные.
В пассажирской кабине имеется 30 круглых иллюминаторов (окон) диаметром 0,4 м с двойными органическими стёклами из материала ДОР-16. Конструкция окна предусматривает, что при разрушении одного стекла оставшееся стекло будет держать полное давление наддува.
Возможно переоборудование самолёта в заводских условиях в административный вариант, тогда пассажирская кабина разделяется перегородками на: переднюю пассажирскую кабину, кабину сменного экипажа, гардероб и туалетные комнаты, буфет-кухню, среднюю пассажирскую кабину, два салона, заднюю пассажирскую кабину, спальню, задний туалет. Такой вариант рассчитан на перевозку 25 пассажиров.
Самолёт модификации Ил-18В имеет семь вариантов компоновки пассажирского салона.
Под полом пассажирской кабины расположены: под кабиной экипажа отсек передней ноги шасси, затем герметичное багажно-грузовое отделение № 1 (шпангоуты № 4-24) с погрузочно-разгрузочным люком по правому борту. Далее идёт негерметичный отсек электрооборудования с люком в нижней части, шпангоуты № 24-26. За отсеком электрооборудования расположен технический отсек центроплана, шпангоуты с 26-го по 32-й. Для доступа в отсек имеются два люка внизу.
Между шпангоутами № 32 и № 34 имеется техотсек с агрегатами систем управления закрылками и элеронами, а также системы наддува кабины. Доступ в этот отсек производится через съёмные панели пола пассажирской кабины или через расположенный далее багажный отсек.
Герметичный багажно-грузовой отсек № 2 с погрузочно-разгрузочным люком по правому борту находится между шпангоутами № 34-54.
Задняя негерметичная часть самолёта длиной 7 метров. В ней имеется заднее багажно-грузовое отделение № 3 с увеличенной дверью по правому борту (шп. № 58-65). В этом багажнике на поздних версиях самолёта установлена турбогенераторная установка ТГ-16(М).
Общий объём всех багажных отделений составляет 34,06 м3.
Крыло трапециевидное, моноблочное, с отрицательной круткой законцовок −1°. Состоит из центроплана с четырьмя мотогондолами и двух отъёмных консолей.
Профиль крыла С5, С3, площадь 140 м2, размах 37,4 м, угол поперечного V +3°.
Каркас центроплана образуют три лонжерона, 36 стрингеров и 49 нервюр, обшитые листами дюраля толщиной от 3 до 6 мм. Консоли имеют по два лонжерона, 26 стрингеров и 18 нервюр, обшитые листами толщиной 2,5 мм. В центроплане расположены отсеки для мягких топливных баков, кессон консолей герметизирован и в нём также размещается топливо. Носок крыла электрообогреваемый.
На задней части центроплана установлен выдвижной электроприводной двухщелевой закрылок с дефлектором (из двух половин), размахом 23,87 м. Каждая половина закрылка подвешивается на пяти рельсах, по которым катаются каретки. На взлёте закрылки выпускаются на 30°, на посадке — на 40°. Привод закрылков осуществляется сдвоенным электромеханизмом МПЗ-9А постоянного тока, с потребляемым током до 350 ампер.
На задней части консолей крыла расположены разрезные двухсекционные элероны с осевой аэродинамической компенсацией и весовой балансировкой, площадью 9,11 м, с полным углом отклонения ±20°. На правом элероне установлен триммер.
Хвостовое оперение. Состоит из киля и стабилизатора.
Киль трёхлонжеронной конструкции, со стреловидностью по передней кромке 22°, профиль NACA-00 модифицированный. Площадь киля 17,93 м2. Киль имеет руль поворота с триммером и пружинным сервокомпенсатором. Угол поворота РН составляет ± 25°.
Горизонтальное оперение — стабилизатор площадью 27,79 м², профиль NACA-00 модифицированный, размах 5,02 м, угол установки −1°, поперечное V — 0°. Руль высоты с компенсацией и триммером на каждой половине РВ. Полный угол отклонения РВ составляет от −25° до +15°.
Система управления полётом механическая безбустерная. Усилия на рули передаются с помощью трубчатых тяг, на элероны и триммеры РВ — тросовой проводкой. В канале направления установлены два двухстепенных пружинных загружателя, которые включаются в работу при отклонении РН более 12°, и дополнительно усиливают нагрузку при отклонении руля более 18°. В канале руля высоты установлена загрузочная пружина, работающая при отклонении РВ вверх на угол более 10°. В качестве простейшего демпфера продольных колебаний при болтанке на стальной трубе качалки РВ установлен балансировочный груз весом 16 кг. Триммирование правого элерона и руля направления от электрических механизмов МП-100МТ.
Для стабилизации углового положения самолёта в пространстве и стабилизации барометрической высоты полёта применяется электрический автопилот АП-6Е. Для аварийного отключения автопилота применяется специальное устройство отстрела пиропатронами рулевых машин от проводки управления. Более поздние машины получили систему управления БСУ-3П с автопилотом АП-6ЕМ-3П и автоматом триммирования АТ-2.
Самолёт Ил-18 имеет достаточно необычную систему стояночного стопорения рулей, выполненную на электроприводных механизмах типа МП-100МТ.
Шасси самолёта колёсное, трёхстоечное, с передней ногой, и гидравлическими длинноходными азотно-масляными амортизаторами. Все стойки гидросистемой убираются в закрываемые створками отсеки шасси. Направление уборки — вперёд по полёту, что гарантирует выпуск шасси при отсутствии давления в гидросистеме только от скоростного напора. При уборке колёса тележек основных ног поворачиваются почти параллельно штоку основного амортизатора, что уменьшает требуемую высоту отсека шасси.
На передней ноге два парных колёса, на основных — тележка с четырьмя парными тормозными колёсами (2х2). Тормоза дисковые гидравлические, с антиюзовым автоматом растормаживания. При отказе гидросистемы используется 12-литровый баллон аварийного торможения, заряжаемый азотом до 130—150 кг/см2. Стояночный тормоз также гидравлический, ёмкости гидроаккумулятора хватает на сутки стоянки самолёта.
База шасси стояночная — 12,755 м, колея — 9 м, стояночный угол — 0°, размер колёс: передняя стойка — 700×250 мм (тип К-275Д или К-275М), основные стойки — 930×305 мм (тип КТ-81/3). Давление азота в амортизаторе передней ноги 17±0,5 кг/см², в амортизаторах основных стоек по 48±1 кг/см² (51±1 кг/см2). Давление зарядки воздухом в пневматиках колёс передней ноги 6±0,2 кг/см², в колёсах основных ног по 8±0,2 кг/см². Все колёса камерные.
Колёса передней ноги могут поворачиваться при движении по аэродрому на максимальный угол ±43°, управление разворотом от штурвала поворота. Разворот от нейтрали до полного угла происходит за время не более 1,5 сек. При отключении режима разворота колёса передней ноги переходят в режим самоориентирования и демпфирования боковых автоколебаний.
Гидроазотная система состоит из основной гидравлической системы и аварийной азотной. Она служит для уборки и выпуска стоек шасси, затормаживания колёс, поворота управляемых колёс передней ноги, работы стеклоочистителей обзорных стёкол лётчиков, включения механизмов флюгирования. Давление 210 кг/см³ создаётся двумя поршневыми насосами НП-25-5, установленными на внутренних двигателях самолёта, с производительностью 40 литров в минуту. Общая ёмкость гидросистемы 75 литров, при ёмкости маслобака 48 литров. Рабочая жидкость — масло АМГ-10. Сжатый азот используется для аварийного торможения колёс шасси и для аварийного флюгирования воздушных винтов. Также азотом заряжаются гидроаккумуляторы гидросистемы.
Топливная система самолёта независимо разделена на правую и левую и включает 8 групп баков, всего 22 бака в плоскостях крыла. Полная заправка топливом при плотности 0,785 составляет 18600 кг авиационного керосина. Топливные баки каждой плоскости делятся на основную и дополнительную группы. Основная группа баков включает баки между внутренним и внешним двигателем и баки отъёмной части крыла. Дополнительная группа баков расположена между внутренним баком и фюзеляжем, она вырабатывается в первую очередь, а при полётах на небольшую дальность она вообще не заправляется.
В баках установлено десять топливных насосов ПНВ-2, используемые как для подкачки топлива, так и для перекачки. Система электронного измерения и управления СЭТС-280 включает электронные блоки, 22 ёмкостных датчика топлива и четыре указателя, а также установлено четыре комплекта расходомеров РТМС-1,2-Б1. На самолёте Ил-18Д в средней части центроплана между нервюрами № 4 имеется дополнительный кессон-бак № 12 ёмкостью 6300 литров с двумя перекачивающими насосами ЭЦН-14А, который расходуется в первую очередь — топливо из него перекачивается поровну в левые и правые крыльевые баки № 6 первой группы.
Заправка системы производится через верхние горловины баков № 6, № 8 и № 10 на каждой плоскости. Часть самолётов оборудовалась системой централизованной заправки под давлением.
В случае установки на самолёте турбогенератора ТГ-16, также устанавливается автономная топливная система ТГ. Топливный бак ёмкостью 100 литров расположен в заднем багажном отсеке. Для измерения количества топлива применяется дистанционный топливомер КЭС-2187 с поплавковым датчиком уровня топлива.
Система кондиционирования поддерживает давление в кабине, равное земному, до высоты полёта 5200 метров. Далее перепад давления начнёт увеличиваться и на высоте 8000 метров давление в кабине будет соответствовать высоте 1500 м, на высоте 10000 метров будет соответствовать 2400 м. Отбор воздуха осуществляется от 10-х ступеней компрессоров двигателей с максимальным расходом до 3400 (3900) кг в час, что обеспечивает воздухообмен в салоне до 30 полных циклов в час. Температура в салоне поддерживается на уровне +20 °C.
Противообледенительная система самолёта включает электрообогрев постоянным током передней кромки крыла, киля и стабилизатора (по программе), электрообогрев кромок лопастей воздушных винтов и коков переменным током 115 вольт (циклично парных двигателей), обогрев горячим воздухом компрессоров двигателей и воздухозаборников гондол двигателей, электрообогрев четырёх лобовых стёкол лётчиков. Последние подключены через автотрансформаторы к сети 115 вольт и управляются электронным автоматом обогрева АОС-81М. Также в полёте подогреваются встроенными нагревательными элементами приёмники полного давления ТП-156.
Противопожарная система.
На самолёте Ил-18 приняты меры по предотвращению и нераспространению пожара: отсеки двигателей, выхлопной трубы и шасси разделены титановыми противопожарными перегородками: выхлопные трубы изолированы от крыла воздушными каналами. Кроме того, крыло закрыто кожухом из листов титана, который также охлаждается воздухом. Для обнаружения и локализации пожара на самолёте установлена противопожарная система, в составе: 4 комплекта системы сигнализации о пожаре ССП-2А с 48 биметаллическими датчиками ДПС-1А, шесть баллонов ОС-8М с огнегасящим составом «3,5», блок пожарных кранов 781400. Система защищает только гондолы двигателей.
Противопожарная система имеет две очереди пожаротушения. Первая очередь автоматическая, вторая приводится в действие только экипажем. При аварийной посадке с убранным шасси огнетушители срабатывают от датчиков на мотогондолах снизу 2 и 3 двигателя.
На самолёте Ил-18Д с фюзеляжным баком имеется система нейтрального газа, которая при аварийной посадке с убранным шасси подаёт углекислоту в бак № 12. Система включает два баллона ОСУ-5 с зарядом жидкой углекислоты 5,7 кг, краны, арматуру и распыляющие коллекторы. Приведение в работу системы ручное выключателем.
Также имеются 4 переносных углекислотных огнетушителя внутри самолёта.
В случае установки турбогенератора, в третьем багажном отсеке монтируется автономная система пожаротушения ТГ с двумя баллонами ОС-2ИЛ первой и второй очереди, и системой сигнализации ССП-2А (1 комплект).

### Силовая установка
Включает четыре турбовинтовых двигателя АИ-20 с воздушными винтами АВ-68И диаметром 4,5 метра. Двигатели устанавливаются в мотогондолах, посредством балок и подкосов на амортизаторах. В мотогондолах двигателей № 2 и № 3 организованы отсеки основных стоек шасси. Каждая мотогондола состоит из переднего капота и собственно мотогондолы, которая крепится к центроплану крыла.
Двигатель состоит из осевого десятиступенчатого компрессора, осевой трёхступенчатой турбины, кольцевой камеры сгорания с десятью горелками, нерегулируемого выхлопного сопла, планетарного редуктора с передаточным числом 0,08732. Воздушный винт четырёхлопастной, тянущий, регулируемого шага, автоматический, тип АВ-68И серии 2 или серии 3. Направление вращения турбины и воздушного винта со стороны сопла левое.
Запуск двигателей электрический, раскрутка стартёр-генераторами. Программа запуска обеспечивается автоматической панелью АПД-75А. Управление режимами работы двигателя механическое, преимущественно тросовое. Перемещение РУД передаётся на командно-топливный агрегат КТА-5Ф.
Основные ТТД двигателя:
- обороты турбины на режиме МГ — 10400±200 об./мин.
- обороты турбины на остальных режимах — 12300±90 об./мин.
- время приёмистости от режима МГ до взлётного ≤ 15 сек.
- время работы двигателя на взлётном режиме — не более 15 мин.
- температура заброса выходящих газов при запуске — не более 750 С°
- максимально допустимая температура газов на всех режимах — не более 520 С°

В качестве топлива используется керосин марки Т-1, Т-2 или ТС. Моторное масло представляет собой маслосмесь, состоящую из 75 % трансформаторного масла или масла МК-8 и 25 % масла МС-20 или МК-22. Ёмкость маслобака каждого двигателя составляет 56,5 литра.
Основные ТТД винта:
- число лопастей — 4
- диаметр — 4,5 м
- направление вращения — левое
- диапазон углов установки лопастей от 0° до 83°30′
- регулятор оборотов винта, тип — Р-68Д
- стабилизированные обороты вращения винта — 1115+15 об./мин.
- вес винта без токосъёмника и деталей обтекателя — 385 кг

Каждый винт имеет две независимых системы флюгирования при отказе двигателя. Основная система флюгирования работает от флюгерного электроприводного насоса НФ-2ТА-2, который подаёт моторное масло во втулку винта, что вызывает поворот лопастей до упора. Система аварийного флюгирования подаёт сжатый азот в маслосистему втулки винта, что вызывает перестановку лопастей в положение, близкое к флюгерному.

### Электрооборудование
Источники тока и бортовая сеть.
Ил-18 отличается мощной системой электроснабжения и большим количеством потребителей. Сильноточная проводка выполнена алюминиевым проводом БПВЛА .
На самолёте применяется первичная централизованная бортовая сеть постоянного тока 27 в ± 10 % с 8 генераторами типа СТГ-12ТМО-1000 на двигателях. Для надёжности генераторы разбиты на левую и правую группы.
Для запуска двигателей применялись 20 бортовых кислотных аккумуляторных батарей. В связи с большим весом АкБ на борту стали устанавливать 10 батарей, а для запуска широко использовать наземный источник питания. Затем для запуска двигателей штатно установили турбогенератор (ВСУ) ТГ-16 со стартер-генератором ГС-24А, оставив три бортовые аккумуляторные батареи 12-САМ-28 в отсеке центроплана. Генератор на ТГ-16 также применяется для электроснабжения при подготовке самолёта к полёту.
Для наземного питания бортовой сети постоянного тока на самолёте имеются две розетки аэродромного питания ШРАП-500 левой и правой группы.
Также на самолёте имеется сеть переменного однофазного тока 115 в 400 гц, которые запитывают 4 генератора СГО-12 на двигателях и электромашинный преобразователь ПО-1500. Каждый генератор работает на свою сеть, параллельная работа не предусмотрена. Всего на борту три сети, четвёртый генератор в горячем резерве и может принудительно включаться вместо любого отказавшего генератора. Преобразователь ПО-1500 в полёте питает радиокомпасы АРК-11, а на земле используется для питания потребителей переменного тока при неработающих двигателях или отсутствия аэродромного источника. Для наземного питания установлена розетка аэродромного питания ШРА-200.
На самолёте имеется трёхфазная сеть питания потребителей напряжением 36 в 400 Гц. К сети подключены два преобразователя ПТ-1000ЦС, основной и резервный.
Светотехническое оборудование включает освещение кабины экипажа: потолочные плафоны ПС-45, светильники приборных досок и пультов КЛСРК-45, лампы освещения рабочих столиков у радиста и штурмана СЛШН-48, а также ультрафиолетовая подсветка приборных досок — 17 комплектов светильников АРУФОШ-45 с лампами УФО-4А.
Общее освещение всех трёх пассажирских салонов осуществляется 21 потолочным плафоном в двух вариантах исполнения. Плафоны могут работать в режиме основного освещения и дежурного освещения. В туалетах и гардеробе установлены собственные светильники. Для индивидуального освещения над каждым пассажирским креслом вмонтирована лампа СМ-15 в специальной арматуре.
Багажные отсеки, отсеки гондол шасси, отсек передней ноги, технический отсек в центроплане, хвостовой отсек радиостанции освещаются плафонами ПС-45.
На самолёте установлены 4 выдвижные посадочно-рулёжные фары ФРС-200 на нижней обшивке носовой части фюзеляжа и на обоих концах крыла. Эти лампы имеют два режима работы: руление (малый свет, 180 вт) и взлёт-посадка (большой свет, 600 вт).
Аэронавигационные огни включают по два разных по мощности БАНО на законцовках левой и правой плоскости и белый хвостовой огонь ХС-39. Самолётный импульсный маяк СИМ-1 с двумя импульсными лампами дугового разряда ИФК-2000 на киле и под фюзеляжем.
Оборудование кухни может включать духовые шкафы типа ЭДШ-110, универсальные кипятильники УЭК, а также бачок с подогревом воды для мытья посуды. Вода для мытья рук в туалетных комнатах также подогревается.

### Пилотажно-навигационное оборудование
Включает системы и автономные приборы:
- Электрический автопилот АП-6Е с тремя электрическими рулевыми машинками
- Курсовая система КС-6
- Навигационный индикатор НИ-50БМ-1
- Дистанционный астрокомпас ДАК-ДБ-5
- Компас магнитный КИ-13
- Авиагоризонт АГБ-2 или АГД-1 (2 шт.)
- Авиагоризонт АГИ-1С
- Выключатель коррекции ВК-53РБ (3 к-та)
- Вариометр ВР-10
- Вариометр ВАР-30-3 (2 шт.)
- Высотомер ВД-10 (3 шт.)
- Указатель скорости КУС-1200 (3 шт.)
- Указатель числа М МС-1-0,65
- Часы АЧХО (2 шт.)
- Часы АВРМ
- Указатель высоты и перепада давления УВПД-20

На более поздних самолётах устанавливалась пилотажно-навигационная система «Путь-У» или «Путь-4МП», по 2 комплекта и бортовая система управления БСУ-3П с автопилотом АП-6ЕМ-3П и автоматом триммирования АТ-2.

### Радионавигационное оборудование
- Автоматический радиокомпас АРК-5 или АРК-11 (2 к-та)
- Маркерный радиоприёмник МРП-56П (или к-т СП-50)
- Радиовысотомер малых высот РВ-2

На более поздних самолётах устанавливалась радиотехническая система ближней навигации РСБН-2С и навигационная доплеровская система НАС-1

### Оборудование связи
- СВ-КВ передатчик 1-РСБ-70 (Р-807) — 1 комплект
- КВ передатчик РСБ-5 (Р-805) или «Гелий» — 1 комплект
- Радиоприёмник РПС
- УКВ радиостанция РСИУ-4П или РСИУ-5 — 2 комплекта
- Переговорное устройство СПУ-6 или СПУ-7
- Громкоговорящее устройство СГУ-15

### Радиолокационное оборудование
- РЛС переднего обзора РПСН-2Н (1 к-т)

### Самописцы
- СП-11С
- Бароспидограф К2-75

На поздних машинах установлен магнитный самописец полётных режимов МСРП-12-96

## Особенности эксплуатации и ограничения
Максимальный взлётный вес самолётов разных модификаций несколько различается. Так, например, для Ил-18Б и Ил-18В он составляет 61200 кг, для Ил-18Е — 61400 кг, для Ил-18Д — 64000 кг. Допускается превышение максимального взлётного веса на 500 кг, с расчётом на то, что на прогреве двигателей и рулении до ВПП эти полтонны керосина будут израсходованы. Максимальная заправка топливом для всех модификаций, кроме Ил-18Д, составляет 18600 кг. На Ил-18Д введён дополнительный двенадцатый бак, ёмкость системы составляет 23550 кг.
Ограничение по остатку топлива при посадке — не более 10000 кг. Ограничение введено по прочности крыла.
С полным взлётным весом максимальная дальность полёта уменьшается приблизительно вдвое.
Предельно допустимая центровка для всех модификаций, кроме Ил-18Д: передняя при выпущенном шасси — 18 % САХ, убранном шасси — 16 % САХ; задняя при убранном шасси — 23 % САХ, при выпущенном — 25 % САХ. По мере выработки топлива центровка смещается вперёд. При перегонке пустого самолёта требуется размещение дополнительного груза (балласта).
Предельно допустимая индикаторная скорость при снижении самолёта — 612 км/час. Предельно допустимая индикаторная скорость горизонтального полёта не более 510 км/ч,  число М не более 0,65.

## Модификации
| Название модели          | Краткие характеристики, отличия. |
| ------------------------ | --- |
| Ил-18 «Салон»            | Самолёты для специальных перевозок высокопоставленных государственных деятелей. Самолётами этой модификации неоднократно пользовались Н. С. Хрущёв и Л. И. Брежнев. Ил-18 «Салон» (бортовой номер СССР-75717) 14 апреля 1961 г. доставил в Москву Ю. А. Гагарина после его исторического полёта в космос. По заказам «Аэрофлота» и зарубежных авиакомпаний были разработаны 10 вариантов компоновок салонов (заводские индексы: «13А», «22А», «29А», «39А»). В 1956—1969 гг. в варианты «Салон» были переоборудованы около 20 самолётов Ил-18Б, Ил-18В и Ил-18Д. |
| Ил-18 «Полоса»           | Опытный с комплексом навигационно-пилотажного оборудования, позволявшего выполнять автоматический полёт по всей траектории. В 1965 году переоборудован один самолёт. |
| Ил-18А                   | Первые серийные самолёты с двигателями НК-4. Всего серийно построено в 1958—59 гг. 20 экземпляров Ил-18А. Из-за ненадёжной работы двигателя с января 1959 г. эксплуатация самолётов Ил-18А с двигателями НК-4 была прекращена. |
| Ил-18Б                   | Самолёты с двигателями АИ-20, стали поступать в Аэрофлот с начала 1959 г. В 1958—1959 гг. построено 64 машины. |
| Ил-18В                   | Самолёт улучшенной компоновки с тремя пассажирскими салонами. |
| Ил-18В-26А (Ил-18Д)      | Самолёт для дальних перелётов. Отличался увеличенным запасом топлива, комфортабельным салоном на 20 пассажиров, дополнительным пилотажно-навигационным оборудованием. В 1962 году изготовлено 3 самолёта. Применялся для полётов в Антарктиду. |
| Ил-18Гр                  | Грузовой. Отличается отсутствием пассажирского оборудования, усиленным полом, рельсом с тельфером на потолке салона. Первый полёт 4 марта 1978 года. С 1978 года на авиаремонтных заводах переоборудовались пассажирские самолёты, невыработавшие ресурс. |
| Ил-18ГрМ                 | Грузовой модифицированный. Отличается наличием большой грузовой двери в левом борту, напольной механизацией (компоновки «41» и «42А»). Разработан в 1978 году. В 1990—1996 годах переоборудовано несколько самолётов Ил-18Д. |
| Ил-18Д                   | Модель с увеличенной дальностью и коммерческой нагрузкой с двигателями АИ-20М. В 1965—1969 гг. было построено 122 Ил-18Д. |
| Ил-18Д «Помор»           | Самолёт рыбной разведки. Переоборудован один Ил-18Д. |
| Ил-18ДЦ «Циклон»         | Самолёт для метеорологических исследований. Первый полёт 4 апреля 1980 года. |
| Ил-18ДОРР                | Самолёт дальнего обнаружения рыбных ресурсов. Первый полёт в апреле 1985 года. Переоборудовано 2 самолёта в Домодедовском производственном объединении. |
| Ил-18Е                   | Машина с увеличенным числом мест (до 100…110) и доработанной системой кондиционирования, также улучшена отделка салонов. В 1965—1966 годах было выпущено 23 машины. |
| Ил-18ЛЛ                  | Летающая лаборатория. В ЛИИ им. М. М. Громова переоборудовано несколько самолётов. |
| Ил-18РТ (Ил-18СИП)       | Самолётный измерительный пункт. Отличался аппаратурой приёма и регистрации телеметрической информации, 15 рабочими местами операторов в салоне. В 1964 году переоборудовано 2 Ил-18В. |
| Ил-18РТЛ                 | Прототип Ил-20РТ. Отличался большим обтекателем антенн сверху фюзеляжа. Переоборудован 1 Ил-18 в 1971 году в ЛИИ им. М. М. Громова. |
| Ил-18Т (Ил-18АТ, БТ, ВТ) | Транспортный и санитарный. Отличался отсутствием кресел, туалетов и гардеробов. Первый полёт 29 февраля 1960 года. Переоборудовался из пассажирских самолётов. |
| Ил-18ТД                  | Транспортно-десантный. Изготовлен в одном экземпляре в 1968 году. |
| Ил-18УШ                  | Учебный штурманский. Отличался двадцатью рабочими местами штурманов в салоне. Разработан в 1972 году. Переоборудован один самолёт в учебно-лётном отряде Ордена Ленина Академии ГА (г. Ленинград). |
| Ил-22М11                 | Воздушный командный пункт на базе самолёта радиоэлектронной разведки и борьбы Ил-22 (модификации Ил-18). Модернизация возложена на Экспериментальный машиностроительный завод имени В. М. Мясищева |

## Лётно-технические характеристики
Источник данных: «Пассажирский самолёт Ил-18». Техническое описание книга 1. «Характеристики самолёта». Государственное научно-техническое издательство «Оборонгиз», Москва - 1960

Технические характеристики
- Экипаж: 5 человек
- Пассажировместимость: 80–122 человека (до 14 тонн)
- Грузоподъёмность: 8600 кг[13]
- Длина: 35,90 м
- Размах крыла: 37,42 м
- Высота: 10,17 м
- Площадь крыла: 140,0 м²
- Профиль крыла: С5, С3
- Масса пустого: 31330 кг (без кресел)
- Масса снаряжённого: 33000 кг
- Нормальная взлётная масса: 61000 кг
- Максимальная взлётная масса: 61500 кг
- Масса топлива во внутренних баках: 18600 кг при уд. плот. 0,785
- Силовая установка: 4 × ТВД АИ-20М
- Мощность двигателей: 4 × 4252 л. с.
- Воздушный винт: АВ-68И серия 2
- Диаметр винта: 4,5 м

Лётные характеристики
- Максимально допустимая скорость: 686 км/ч[14]
- Максимальная скорость: 679 км/ч[15]
- Крейсерская скорость: 625-650 км/ч
- Скорость сваливания: 204 км/ч (при убранных закрылках)
- Практическая дальность: 2500 км[16]
- Перегоночная дальность: 5000 км[17]
- Практический потолок: 8000 м[18]
- Длина разбега: 800-1200 м
- Длина пробега: 600-700 м

## Эксплуатация
Коммерческая эксплуатация лайнера началась в 1959 году. Последний самолёт Ил-18Д (борт СССР-74270) был передан «Аэрофлоту» в январе 1969 года. До 1967 года Ил-18 был основным дальнемагистральным лайнером в СССР, затем в этом качестве его сменил Ил-62. Также Ил-18 использовались авиакомпаниями ГДР, Польши, Венгрии, Румынии, Нигерии и Кубы. Ил-18 являлся довольно надёжным самолётом, не требующим длинной взлётно-посадочной полосы, как в случае с Ту-104, а потому пригодным к эксплуатации на многих аэродромах, имевших взлётно-посадочную полосу длиной 1800—2000 метров. Тем не менее, ещё в середине 1960-х годов советская авиапромышленность взяла курс на создание и строительство в основном реактивных самолётов, а потому эра среднемагистральных турбовинтовых лайнеров начала подходить к концу. По мере выработки ресурса первые Ил-18 начали списывать в середине 1970-х годов. Массовое списание остававшихся в эксплуатации «Аэрофлота» машин началось в конце 1970-х — первой половине 1980-х годов и продолжалось почти всё десятилетие. К концу 1980-х годов несколько Ил-18 в «Аэрофлоте» оставались в Домодедовском производственном объединении Гражданской авиации. Как служебный или специальный самолёт Ил-18 использовался ещё долго, в частности, в спасательных операциях по ликвидации последствий аварии на Чернобыльской АЭС и землетрясения в Спитаке, в ВВС и предприятиями МАПа. В 1990-х годах некоторые сохранившиеся в лётном состоянии экземпляры Ил-18 сдавались в лизинг или же продавались российским авиакомпаниям. Таким образом отдельные самолёты этого типа получили вторую жизнь на пассажирских перевозках.
Ил-18 значительно «пережил» своих ровесников Ту-104 и Ан-10, вместе с которыми начал бороздить небо в конце 1950-х годов, в том числе и по тем причинам, что выпускался дольше их, был более массовым и надёжным самолётом. Коммерческая эксплуатация Ил-18 в России фактически прекратилась только в 2002 году: перевозки пассажиров на Ил-18 запрещены в гражданской авиации России распоряжением Минтранса от 14 октября 2002 года после авиационной катастрофы под Калязином, произошедшей годом ранее.
На 1 января 2006 года в Государственном реестре гражданских воздушных судов Российской Федерации числилось 11 самолётов этого типа, из них 3 эксплуатировалось, преимущественно для грузовых перевозок в странах экваториальной Африки и в Афганистане.
На 1 января 2007 года в гражданской авиации РФ эксплуатировалось 2 самолёта типа Ил-18 (в правительственном авиаотряде ГТК «Россия», в модификации Ил-20 — ретранслятор правительственной связи).
По состоянию на 12 декабря 2010 года активно эксплуатируется Ил-18 RA-75713, выполняющий в неделю по четыре-пять грузовых рейсов по маршруту Петрозаводск — Нарьян-Мар.
По состоянию на 2020 год единственной в мире пассажирской авиакомпанией, эксплуатирующей этот самолёт, является северокорейская Air Koryo.

### Военные операторы
Россия
- ВВС РФ — шесть Ил-18Д[19][20].
- МА ВМФ РФ — один Ил-18Д по состоянию на 2024 год[21].

### Гражданские операторы
КНДР
- Air Koryo — Ил-18Д.

## Катастрофы
По данным сайта Aviation Safety Network, по состоянию на 15 марта 2019 года в общей сложности в результате катастроф и серьёзных аварий были потеряны 100 самолётов Ил-18 из 527 произведённых. Ил-18 пытались угнать 10 раз, при этом погибли 3 человека. Всего в этих происшествиях погиб 2501 человек.
По официальной статистике КБ «Ильюшин» и заявлениям специалистов в интервью СМИ, на территории СССР и, впоследствии, Российской Федерации и СНГ с 1976 года не произошло ни одной катастрофы Ил-18 по причине отказа материальной части, однако реальные статистические данные этого не подтверждают. Всего с 1959 по 1977 год произошло 16 катастроф Ил-18. Пять из них связаны с заходом на посадку в гористой местности в сложных метеоусловиях.
Как свидетельствует международная статистика, большая часть катастроф Ил-18 многих зарубежных авиаперевозчиков связана с тем, что лайнер из-за его неприхотливости эксплуатируют в заведомо неблагоприятных условиях, когда техническое обслуживание и диспетчерское сопровождение полётов далеки от идеальных. Нормативы допустимой нагрузки и метеоусловий, при которых допустимы взлёт и посадка, также соблюдаются далеко не всегда. В результате, в случае с Ил-18, ресурс которых уже и так близок к предельно допустимому, велики как риски, связанные с техникой, так и, косвенно, риски воздействия человеческого фактора.

## Галерея
- Ил-18Д в единой ливрее Аэрофлота образца 1973 года
- Ил-18Д в ливрее авиакомпании Interflug (ГДР)
- Ил-18 в ливрее авиакомпании LOT (ПНР)
- Ил-18В в ливрее авиакомпании TAROM (СРР)
- Ил-18 в ливрее авиакомпании Air Koryo (КНДР).
- Кабина Ил-18

## Самолёты-памятники и музейные экспонаты
| Тип    | Бортовой номер                        | Местонахождение | Изображение |
| Ил-18  |                                       | Один из немногих сохранившихся в оригинальном состоянии Ил-18 — в городе Боркхайде (Германия). Внутри самолёта находится музей авиаконструктора Ганса Граде.                                                                                          |             |
| Ил-18А | CCCP-75634, серийный номер 187000101  | Государственный музей авиации Украины |             |
| Ил-18  | CCCP-75767, заводской номер 181003501 | С 1981 года выставлен в парке Победы г. Ставрополя. |             |
| Ил-18  |                                       | Установлен в качестве памятника возле аэропорта города Вологды. |             |
| Ил-18  |                                       | установлен как памятник у аэропорта столицы Словении Любляна в ливрее Югославских авиалиний |             |
| Ил-18В | СССР-75813                            | Установлен как памятник в г. Мерке, Жамбылская обл. Республика Казахстан |             |
| Ил-18  | СССР-75473                            | Был установлен в 1981 г. в г. Голицыно-2 (ныне - Краснознаменск) Московской области и использовался как детский кинотеатр и кафе. в 1983 году кафе и кинотеатр были закрыты из соображений пожарной безопасности. В середине 1990-х был демонтирован. |             |
| Ил-18В | СССР-75689, серийный номер 189001204  | В 1977 году установлен возле кинотеатра «Космос» в Симферополе, использовался в качестве детского кинотеатра. Порезан в 2000 году. |             |
| Ил-18В | HA-MOA, серийный номер 180001903      | Авиационный музей Аэропарк в Будапеште |             |
| Ил-18В | HA-MOG, серийный номер 184007103      | Авиационный музей Аэропарк в Будапеште |             |

- Памятник самолёту Ил-18 был установлен у терминала «B» аэропорта Шереметьево (бывший Шереметьево-1). В 2012 году демонтирован и перенесён в парк города Химки возле ж/д станции. Стоял в полуразобранном состоянии на бетонных блоках. Была произведена экспертиза ВС, в результате комиссия сделала вывод, что данное ВС может не выдержать снеговых и ветровых нагрузок, из-за появившихся трещин и коррозии, было принято решение о его разборе.
- Ил-18В был установлен в качестве памятника в селе Мерке Джамбульской области Казахстана (в то время Казахской ССР), этот самолёт подарили Дому пионеров с. Мерке в 1980 г. за успешную сдачу металлолома. Привезли планер и крылья отдельно друг от друга из г. Джамбул, где есть аэропорт.
- В 1981 году Ил-18В был установлен как памятник советской авиации в парке Победы города Ставрополя. В 1990-е годы использовался как видеосалон, кафе, казино.
- Ил-18 был установлен в г. Душанбе (столице Таджикской ССР) в качестве памятника и детского кинотеатра. В конце 1980-х гг. полностью сгорел в результате поджога, остатки были демонтированы.
- Ил-18 был установлен в парке Гагарина г. Новокузнецка с 1980г. по 2000г. и являлся детским кинотеатром.
- Ил-18 был установлен в конце 70-х гг. в Ленинабаде (ныне Худжанд), на правом берегу Сырдарьи, использовался как детское кафе[26].

## В филателии
Ил-18 изображён на российской почтовой марке 2019 года и на почтовой марке СССР 1958 года.
- Самолёт Ил-18 на почтовой марке России 2019 года  (ЦФА [АО «Марка»] № 2563).
- Самолёт Ил-18 на почтовой марке СССР 1958 года